# 日迪欽

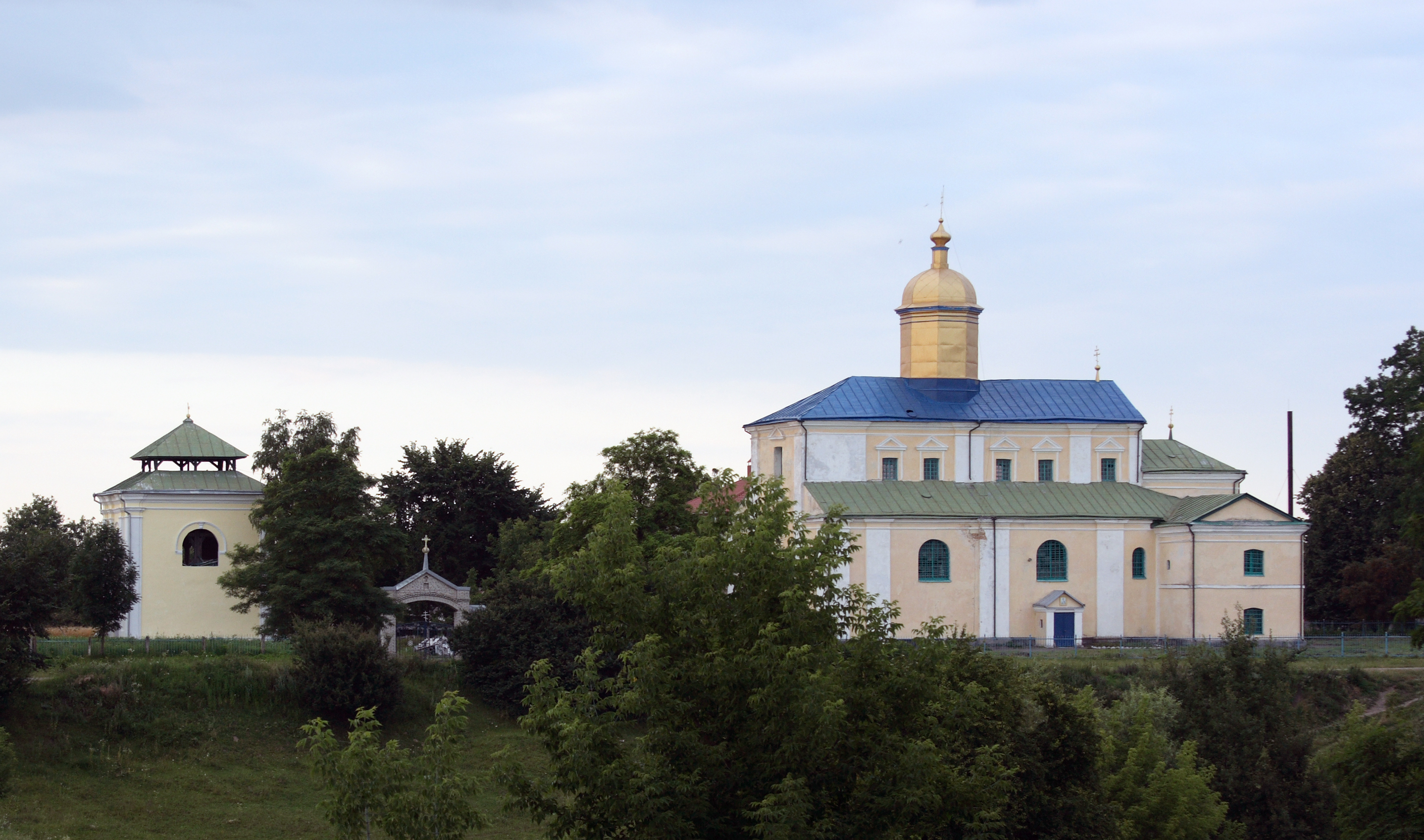

日迪欽（羅馬化：Zhydychyn），是烏克蘭西部的村落，隸屬沃倫州盧茨克區盧茨克市鎮，位於盧茨克北方近郊，距離科韋利約67公里，始建於1227年，面積2.8平方公里，海拔高度185米，2001年人口1,396，人口密度每平方公里498.04人。
50°48′17″N 25°19′12″E / 50.80472°N 25.32000°E